# 칸토 (래퍼)
최광렬(1994년 5월 23일 ~ )은 예명 칸토(KANTO)로 잘 알려진 대한민국의 가수이자 래퍼이며 트로이의 일원으로도 활동하고 있다.

## 음반 목록

### 미니앨범
- 14216 (2016)
- REPETITION (2018)

### 싱글
- 〈말만해 (What You Want)〉 (2013, 칸토, 김성규)
- 〈눈보다 먼저〉 (2014, 칸토, 애즈원)
- 〈요즈음〉 (2016, 칸토, 우지)
- 〈에어플레인 (AIRPLANE)〉 (2017, 칸토, 한해)
- 〈WON〉 (2018, 칸토, Dough-Boy)

### mixtape
- Initial Step (2012)
- Young Blood (2012)

### 참여 음반
- 〈Storm〉 (2012, 버벌진트, 스윙스, 칸토)
- 〈내 전화 좀 뺏어줘〉 (2012, 미스에스, 허인창, 칸토)
- 〈Lose Control〉 (2013, H, 칸토)
- 〈핑계〉 (2013, 박혜경, 칸토)
- 〈Lo$t & Found〉 (2013, 미스에스, 칸토)
- 〈우리만 있어〉 (2013, 김그림, 지환 of 투빅, 칸토)
- 〈#evolution〉 (2013, 비즈니즈, 칸토)
- 〈Infection〉 (2013, 이영현 (가수), 칸토)
- 〈The Virulent Song〉 (2014, 최진이 (가수), 칸토)
- 〈동네한바퀴 (꽃다운나이)〉 (2014, 이선희, 칸토)
- 〈누나라고 불러〉 (2014, 강민희, 칸토)
- 〈All-Day, Everyday〉 (2014, 윤하, 칸토)
- 〈HIS HABIT〉 (2014, 김현중, 김예림, 칸토)
- 〈All Day All Night〉 (2014, 애즈원, 칸토)
- 〈사랑은 미친짓〉 (2015, 15&, 칸토)
- 〈이상하다 참〉 (2015, 민아, 칸토)
- 〈이별과 이별하다〉 (2015, 프리티브라운, 칸토)
- 〈거짓말〉 (2015, 서인영, 칸토)
- 〈말처럼 되지가) (Live Ver.)〉 (2015, 김태우, 클릭비, 칸토)
- 〈밀당〉 (2016, 애쉬그레이, 칸토)
- 〈FLOWER〉 (2016, 바다, 칸토)
- 〈바쁘다 바빠〉 (2016, 미스에스, 키디비, 칸토)
- 〈봄 그리고 봄〉 (2017 이보람, 칸토,)
- 〈눈을 못 떼〉 (2018, 임영민, 칸토)
- 〈Yellow〉 (2018, 남태현, 자이언트핑크, 윤채경, 칸토)

### 브랜뉴 뮤직 가족 음반
- 〈Brand New Anthem〉 (2012, 스윙스, 라이머, 피타입, 허인창, 비즈니즈, 칸토)
- 〈You Make Me Feel BRAND NEW〉 (2014, 버벌진트, 산이, 범키, 스윙스, 팬텀, 칸토)
- 〈Brand New Day〉 (2014, 버벌진트, 산이, 팬텀, 애즈원, 피타입, 태완, 강민희, 샴페인&캔들, 칸토)
- 〈High〉 (2014, 한해, 샴페인&캔들, 칸토)
- 〈몸 좀 녹이자〉 (2015, 버벌진트, 산이, 범키, 한해, 강민희, 캔들, 양다일, 칸토)
- 〈BETTER TOMORROW〉 (2016, 산이, 마이노스, 한해, 키디비, 헤니, 산체스, 태완, 칸토)
- 〈다 해도 돼〉 (2018, 버벌진트, 범키, 이루펀트, 한해, 옌자민, MC그리, 칸토)

### OST
- 〈감자별 2013QR3〉 (2013, 감자별 2013QR3 OST)
- 〈플라플라 (Flower)〉 (2015, 발칙하게 고고 OST Part.3)

## 출연 작품

### 텔레비전 프로그램
- Mnet《Show Me The Money 2》 (2013) - 참가자
- KBS2 《아이돌 리부팅 프로젝트 더 유닛》 (2017-2018) - 참가자

### 온라인 프로그램
- 《래뻐카》 (2016) - 출연자
- 《블루밍멜로디2》 (2018) - 출연자

### 캐스트
- MBC every1 《주간 아이돌》 (2018) - 출연자 (EP370)
- E채널 《스타 야유회 놀벤져스》 (2018) - 출연자
- KBS2 《유희열의 스케치북》 (2019) - 출연자
- MBC 《미스터리 음악쇼 복면가왕》 (2022) - 육즙
- TV조선 《국가가 부른다》 (2022) - 게스트